# Barmakider
Barmakiderna var en inflytelserik persisk släkt från Balkh. Barmak var titeln på översteprästen vid det buddhistiska klostret Nawbehar i Balkh och värdigheten var ärftlig. Barmakiderna innehade viktiga statliga ämbeten och de förnämsta förvaltningsposterna och spelade en betydande roll under de första abbasidiska kaliferna. Under andra hälften av 700-talet ledde de rikets styrelse och befäste då administrativt abbasidernas välde i Bagdad.